# Neoacarus
Neoacarus är ett släkte av kvalster. Neoacarus ingår i familjen Neoacaridae.
Neoacarus är enda släktet i familjen Neoacaridae.
Kladogram enligt Catalogue of Life:
| Neoacarus | \| \| Neoacarus hibernicus \| \| \| \| \| \| Neoacarus occidentalis \| \| \| \| |
|           | \| \| Neoacarus hibernicus \| \| \| \| \| \| Neoacarus occidentalis \| \| \| \| |
|           | Neoacarus hibernicus                                                            |
|           |                                                                                 |
|           | Neoacarus occidentalis                                                          |
|           |                                                                                 |